# Star Harbor (Texas)
Star Harbor es una ciudad ubicada en el condado de Henderson en el estado estadounidense de Texas. En el Censo de 2010 tenía una población de 444 habitantes y una densidad poblacional de 310 personas por km².

## Geografía
Star Harbor se encuentra ubicada en las coordenadas 32°11′32″N 96°3′18″O / 32.19222, -96.05500. Según la Oficina del Censo de los Estados Unidos, Star Harbor tiene una superficie total de 1.43 km², de la cual 1.21 km² corresponden a tierra firme y (15.55%) 0.22 km² es agua.

## Demografía
Según el censo de 2010, había 444 personas residiendo en Star Harbor. La densidad de población era de 310 hab./km². De los 444 habitantes, Star Harbor estaba compuesto por el 96.17% blancos, el 0% eran afroamericanos, el 0.9% eran amerindios, el 1.35% eran asiáticos, el 0% eran isleños del Pacífico, el 1.35% eran de otras razas y el 0.23% pertenecían a dos o más razas. Del total de la población el 2.7% eran hispanos o latinos de cualquier raza.